# Chibret
Chibret Pharmazeutische GmbH ist ein auf die Herstellung von Ophthalmika (Medikamente zur Behandlung von Augenkrankheiten) spezialisiertes pharmazeutisches Unternehmen mit Sitz in Haar bei München.

## Geschichte
Die Urform des Unternehmens wurde 1902 von dem französischen Apotheker Henry Chibret in Clermont-Ferrand gegründet. Henry war besonders durch seinen Onkel Paul Chibret, dem Mitbegründer der augenärztlichen Fachgesellschaft der Augenärzte (Société Française d’Ophtalmologie) auf die Herstellung und Entwicklung augenärztlicher Medikamente geprägt. Das französische Familienunternehmen gründete 1964 eine deutsche Dependance, zunächst mit Sitz in Saarbrücken, der zwei Jahre später nach München verlegt wurde. Seit 1969 gehört Chibret zum Pharmakonzern MSD Sharp & Dohme.

## Palette
Die Produktpalette von Chibret zielt ausschließlich auf die Behandlung von Augenkrankheiten ab. Alle Präparate sind verschreibungspflichtig. Das Unternehmen tritt gegen over-the-counter-Medikamente zur Selbstbehandlung durch den Patienten ein. Wichtigstes Indikationsgebiet ist das Glaukom (Grüner Star). Chibret führte 1979 in Deutschland den ersten Betablocker in die Glaukomtherapie ein (Chibro-Timoptol), seit 1995 bilden die topischen Carboanhydrasehemmer (Dorzolamid) den Schwerpunkt in der Produktpalette (Trusopt). Erfolgreich war auch die Markteinführung des Kombinationspräparates Timolol/Dorzolamid (Cosopt) und der ersten konservierungsmittel-freien Carboanhydrasehemmer (Trusopt S und CosoptS).

## Sponsoring
Chibret Pharma förderte die internationale Augenheilkunde durch die Finanzierung der Médaille d’Or Paul Chibret, die alljährlich im Wechsel von der Deutschen Ophthalmologischen Gesellschaft (DOG) und Société Française d’Ophtalmologie (SFO) verliehen wird. Mittlerweile hat Thea Pharma das Sponsoring übernommen.
Zudem wurde in den 90er Jahren der Chibret Award zur Förderung junger Wissenschaftler auf der DOG vergeben.

## Niedergang
Seit 2010 zieht sich MSD komplett aus dem Ophthalmogica-Markt zurück. Die Chibret-Zentrale in München ist geschlossen.